# 비디야다라

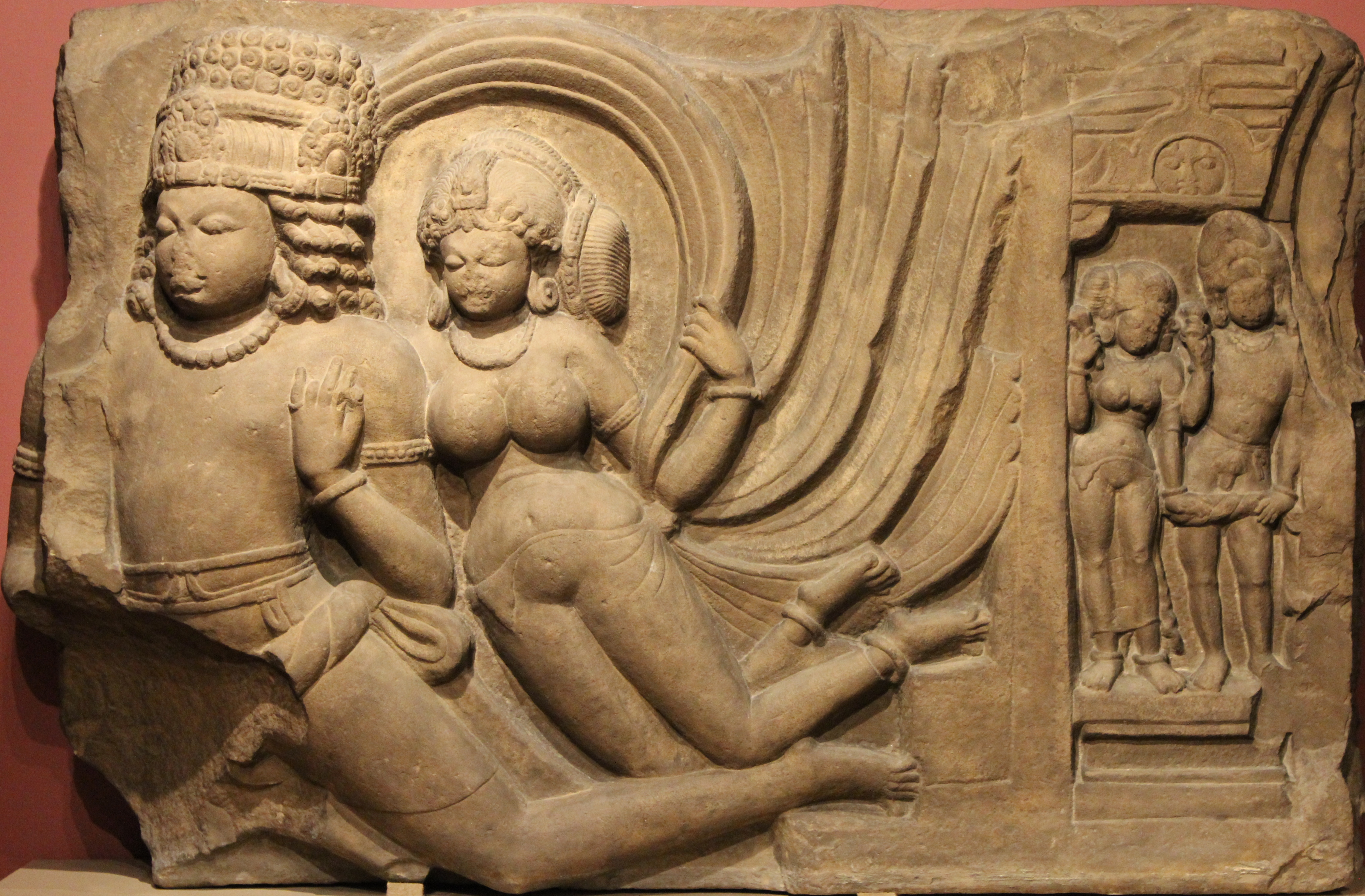
비디야다라 부부. 손다니, 기원 525년경.

비디야다라(산스크리트어: विद्याधर, "지혜를 가진 자"라는 뜻)는 마법의 힘을 가진 인도계 종교의 초자연적인 존재들이다. 힌두교에서 그들은 히말라야산맥에 사는 시바를 섬기기도 한다. 그들은 우파데바 또는 반신으로 여겨진다.

## 힌두교에서

### 힌두 서사시에서
힌두 서사시에서 비디야다라들은 본질적으로 공기의 정령으로 묘사된다. 그들은 인간의 기량을 경이롭게 바라보거나, 전투를 지켜보며 꽃을 뿌리거나, 음악과 웃음으로 기뻐하거나, 화환을 쓰고 아내와 함께 위험에서 도망치는 등 서사시에서 다양한 활동을 하는 것으로 묘사된다. 그들은 크기를 줄이는 능력과 같은 위대한 마법의 힘을 가지고 있다. 그들은 "선을 행하고 즐거움에 헌신하는 자"라는 별칭으로 묘사된다. 그들은 또한 간다만다나 산과 다른 히말라야 산에서 킨나라와 함께 살고 있다. 그들은 또한 크라운차산, 라마가 비디야다라 여성들이 노는 것을 본 치트라쿠타, 말라바르 해안의 언덕, 그리고 칸다바 숲에 거주하는 것으로 묘사된다. 그들은 또한 그들의 지도자인 차크라다르만과 함께 쿠베라의 궁정에서, 그리고 비프라시티 아래 인드라의 궁전에서 볼 수 있다. 비디야다라의 세 번째 지도자는 현명한 잠바반으로 묘사된다. 서사시 마하바라타에서 비디야다라들은 자나메자야 2세의 뱀 희생에서 다른 반신들과 함께 인드라를 따르는 것으로 묘사된다. 서사시에서 여성 비디야다라, 즉 비디야다리들은 아름다움이 뛰어나며, 라바나와 같은 악마들에게 납치당하는 희생자였다. 라마야나의 순다라칸다 1.22절부터 1.26절까지는 하누만이 바다를 뛰어넘으려는 시도에서 마헨드라산에 가한 압력으로 인해 비디야다라와 그들의 여성들이 겪는 고난을 묘사한다.

### 푸라나 및 기타 문헌에서

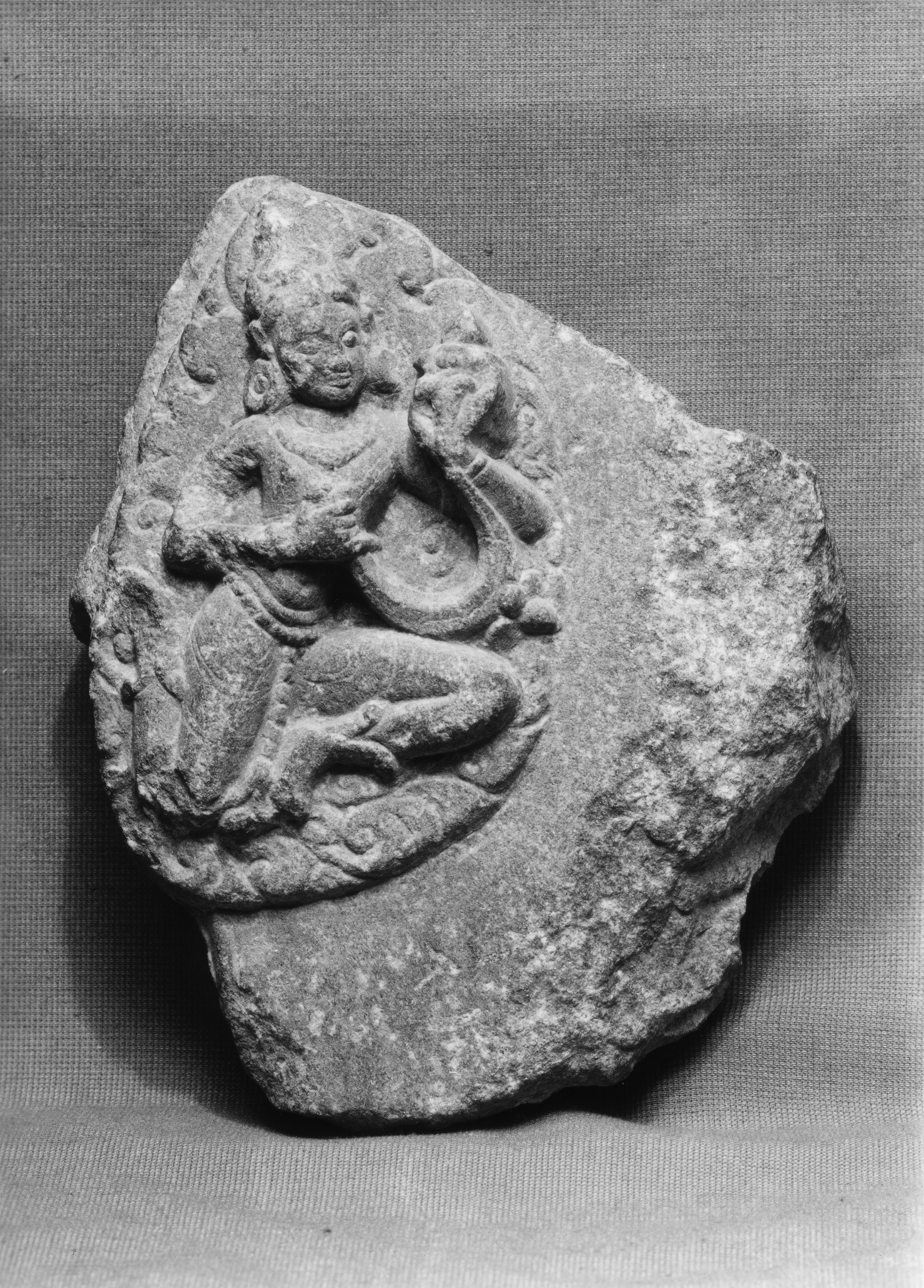
날아다니는 비디야다라.

아그니 푸라나에서 그들은 하늘에서 화환을 쓰고 야크샤와 간다르바와 같은 다른 반신들과 함께 언급된다.
바가바타 푸라나에서 치트라케투는 비디야다라의 왕으로 묘사된다. 또한 수다르샤나라는 저주받은 비디야다라에 대해서도 이야기한다. 푸라나의 다양한 언급에서 그들은 신 비슈누에게 도움을 구하거나 신의 많은 창조물들 사이에 열거된 다른 반신들과 결합된다. 비디야다라는 싯다들과 함께 암소의 모습을 취한 대지(大智)(프리티비)를 카필라 현자를 송아지로 삼아 젖을 짜고 다양한 요가 신비주의적인 힘(싯디)과 하늘 항아리에 담긴 비행술을 우유처럼 모았다고 한다.
구나댜는 비디야다라에 대한 7개의 거대한 이야기를 지었지만, 왕이 그들을 거부하자 처음 6개는 파괴하고 7번째 이야기인 나라바하나닷타 이야기만 남겼으며, 이 이야기는 파이샤치어로 쓰인 브리핫카타가 되었다고 한다. 이 작품은 현존하지 않지만, 산스크리트어로 된 세 가지 각색본이 있다: 크셰멘드라의 브리핫카타만자리, 소마데바의 카타사리트사가라, 그리고 부다스와민의 브리핫카타슐로카삼그라하. 카타사리트사가라는 데바닷타(비디야다라가 된 브라만 소년), 지무타바하나, 묵타팔라케투와 나라바하나닷타(비디야다라의 황제가 된 자)와 같은 비디야다라에 대한 몇 가지 이야기를 제시한다.

## 자이나교에서
자이나교 전설은 비디야다라를 진화된 인간 또는 아카샤고차리 인간으로 묘사한다. 자이나교에 따르면 비디야다라는 인간이지만 비디야를 가지고 있다. 비디야다라는 자이나교에서 비행과 같은 신비로운 힘과 능력을 가지고 있다. 자이나교 문학에 따르면 바나라와 라크샤사는 많은 비디야다라 부족 중 두 부족이다. 일부 왕으로는 라바나, 하누만, 발리 (라마야나)가 있다.

## 같이 보기
- 리쉬
- 선인
- 웨이자
- 선인